# 路易·德卡茲
路易·德卡茲（法語：Louis Decazes，法語發音：[lwi dəkaz]，1889年2月24日—1941年6月2日），出生於法國巴黎十六區，逝世於瑞士洛桑，是一名愛好賽馬的貴族。

## 生平
路易·德卡茲全名為路易·讓·維克托·塞韋爾·德卡茲（法語：Louis Jean Victor Sévère Decazes），父親是讓·埃利·奧克塔夫·路易·塞維爾·阿馬尼安·德卡茲（法語：Jean ÉLie-octave-louis-sévère- Amanien Decazes）、母親為伊莎貝爾‑布蘭奇·辛格（法語：Isabelle Blanche Singer，勝家縫紉機繼承人），1912年6月2日和瑪麗·凱瑟琳·傑曼·庫圖里（法語：Marie Catherine Germaine Couturié），並有五位子女：
- 埃利·盧多維克·亨利-克里斯蒂安·德卡茲和德·格呂克斯比格

- 雅克·路易·埃利·莫蒂默·德卡茲和德·格呂克斯比格

- 瑪麗·凱瑟琳·伊莎貝爾·塞維琳·傑曼·瑪格麗特·瑪莉·德卡茲和德·格呂克斯比格

- 瑪莉·伊芙琳·德卡茲和德·格呂克斯比格

- 愛德華·德卡茲伯爵（法語：Édouard Decazes）[2]

1916年路易·德卡茲買下諾曼第大區卡爾瓦多斯省蓬杜伊的種馬場，將其規模擴大並將設備提升，1920年他從英國人傑克喬爾（英語：Jack Joel）買下種馬王子帕拉蒂尼（英語：Prince Palatine），繁衍的第二代L'Yser，為路易·德卡茲贏得巴黎大障礙賽（法語：巴黎大障礙賽）的冠軍。1921年起，路易·德卡茲開始和弗朗索瓦·杜普雷合作養馬，最終將種馬場賣給他。
路易·德卡茲因健康因素於1935年在瑞士洛桑過世，享年52歲。